# Riama afrania
Espèce
Statut de conservation UICN

 DD  : Données insuffisantes
Riama afrania est une espèce de sauriens de la famille des Gymnophthalmidae.

## Répartition
Cette espèce est endémique du département d'Antioquia en Colombie.

## Étymologie
Cette espèce est nommée en l'honneur d'Afranio Ortiz.

## Publication originale
- Arredondo & Sánchez-Pacheco 2010 : New Endemic Species of Riama (Squamata: Gymnophthalmidae) from Northern Colombia. Journal of Herpetology, vol. 44, no 4, p. 610–617.